# 陽谿穴
陽谿穴（ようけいけつ）は、手の陽明大腸経に所属する5番目の経穴である。武術・武道では外尺沢穴という。同経の経火穴である。

## 部位
左右の手関節背面橈側で、長・短母指伸筋腱の間に取穴する

## 名前の由来
陽は日の当たる手背、谿は山間の浅い小川で、手首の橈骨小窩の浅いくぼみにみえることから名づけられた。

## 効能
頭痛を抑えるツボと考えられ、難聴、耳鳴に効く。腕関節痛、リラックス、下歯痛、咽頭痛、手関節痛、ド・ケルバン病にも使われる。